# Heilige Stoel

Embleem van de Heilige Stoel

De Heilige Stoel (Latijn: Sancta Sedes) is de formele benaming van de staatsrechtelijke positie van het Vaticaan en duidt de paus aan tezamen met het Staatssecretariaat en de verschillende congregaties en pauselijke raden. De Heilige Stoel kan worden beschouwd als het centrale bestuursorgaan van de Katholieke Kerk. Informeel spreekt men ook wel van "het Vaticaan". Soms wordt in plaats van de benaming Heilige Stoel ook de term Apostolische Stoel (Latijn: Sedes Apostolica) gebruikt om zo te benadrukken dat de paus de opvolger is van de apostel Petrus. Maar omdat er meer dan één Apostolische Stoel is, is het beter van de Heilige Stoel te spreken. In de begintijd van het christendom stichtten immers de evangelist Marcus (in Alexandrië) en de apostel Andreas (in Constantinopel) ook hun bisdom met ieder zijn eigen Apostolische Stoel.
De Heilige Stoel heeft volgens het Verdrag van Lateranen in 1929 de exclusieve jurisdictie verkregen over de toen nieuw te vormen staat Vaticaanstad, de Status Civitatis Vaticanae of Stato della Città del Vaticano.
De Heilige Stoel staat onder leiding van de paus, maar vaak wordt met de aanduiding 'Heilige Stoel' ook wel het ambt of jurisdictie van de paus bedoeld. De Heilige Stoel blijft bestaan als er tijdelijk geen paus is, na zijn dood of aftreden. Gedurende deze periode van afwezigheid van de paus(sedisvacatie) worden de Katholieke Kerk en Vaticaanstad bestuurd door het College van Kardinalen.

## Naam
De term "apostolische stoel" werd voor het eerst gebruikt door paus Damasus I (305-383). Hij beklemtoonde als eerste dat hij in zijn ambt de opvolger van Petrus was en sprak herhaaldelijk over de Kerk als de apostolische stoel (sedes apostolica).

## Recht
Onder internationaal recht wordt de Heilige Stoel, in tegenstelling tot Vaticaanstad, gezien en erkend als rechtspersoon. De internationale rechtspersoonlijkheid van de Heilige Stoel is uniek. De Katholieke Kerk is een zelfstandige rechtspersoon en wordt derhalve niet bedoeld wanneer men over de Heilige Stoel spreekt. De rechtspersoonlijkheid van de Heilige Stoel in het internationaal recht was in het verleden soms omstreden (Nacht van Kersten, bezwaren van diverse kerkgenootschappen enz.). Dit is echter steeds minder het geval. In de Verenigde Naties zijn de rechten van de Heilige Stoel per 1 juli 2004 verruimd, de Heilige Stoel heeft bij deze organisatie de status van land als permanente waarnemer. De Heilige Stoel heeft echter geen stemrecht in de Algemene Vergadering van de VN, maar de paus kan als staatshoofd de Algemene Vergadering van de VN toespreken, zoals dat in 1995 gebeurde. Alle andere kerkgenootschappen en godsdienstige verbanden hebben slechts de status van een niet-gouvernementele organisatie.
Verder is de Heilige Stoel lid van diverse internationale organisaties, zoals UNESCO, OVSE en de Wereldgezondheidsorganisatie.

### Onderscheid met Vaticaanstad
De Heilige Stoel valt juridisch te onderscheiden van Vaticaanstad. Vaticaanstad is het territorium waarover de Heilige Stoel soevereiniteit heeft (de paus is territoriaal soeverein van Vaticaanstad). Er zijn verdragen waarbij de Heilige Stoel zelf een partij is en bij andere verdragen is het een partij als vertegenwoordiger van Vaticaanstad. Buitenlandse ambassades worden aangeduid als ambassade bij de Heilige Stoel en niet bij Vaticaanstad.
De Heilige Stoel is echter niet als staat te beschouwen, hij treedt namens Vaticaanstad op. Zo valt bijvoorbeeld in de monetaire overeenkomst tot toetreding van de euro te lezen dat de overeenkomst wordt gesloten tussen: De Italiaanse Republiek, namens de Europese Gemeenschap, en Vaticaanstad, vertegenwoordigd door de Heilige Stoel overeenkomstig artikel 3 van het Verdrag van Lateranen.
Vaticaanstad geeft eigen postzegels en Vaticaanse euromunten uit, die echter door de beperkte oplage voornamelijk als verzamelobjecten gewild zijn, de eigen euro's zijn een geldig betaalmiddel. Ook voeren alle in het Vaticaan geregistreerde auto's aparte nummerplaten met als landencode SCV. Deze afkorting staat voor Stato della Città del Vaticano, maar wordt door de Italianen schertsend ook wel uitgelegd als Se Cristo Vedesse ("Als Christus het zou zien...").

### Bezittingen in Israël
Met de staat Israël heeft de Heilige Stoel op 30 december 1993 een basisakkoord gesloten. Na het basisakkoord van 1993 volgden nog twee andere akkoorden. Maar de uitvoering van welk akkoord dan ook laat op zich wachten. Er bleven zaken die ook anno 2019 nog steeds niet geregeld zijn, waardoor het akkoord niet helemaal werkt volgens het Vaticaan. Daarbij gaat het over eigendomsrechten, zoals kerken, kloosters, grondgebied en belastingen. Vooral op de Westelijke Jordaanoever staat dit onder druk van de bezetting door Israël. Een bijzonder strijdpunt is het Cenakel, de plaats van het laatste avondmaal, en een belangrijk (rooms-katholiek) pelgrimsoord. In 2002 en 2003 weigerden de Israëlische autoriteiten de visa van rooms-katholieke geestelijken, met name die welke afkomstig zijn uit Arabische landen.
In het Vaticaan betoogt men dat belastingvrijstelling voor religieuze plekken een eeuwenlange gewoonte is. Ook een resolutie van de Verenigde Naties uit 1947 voorziet daarin. Het Vaticaan wil eveneens dat pelgrims zich vrij kunnen bewegen. Mede daarom is Rome sterk gekant tegen de scheidsmuur die de Israëliërs bouwen.
Beide staten hebben onderhandelingsteams die geregeld besprekingen met elkaar voeren. De ene keer in Rome, dan weer in Jeruzalem. De nuntius werkt niet vanuit Jeruzalem of Tel Aviv maar vanuit Jaffa.

## Bestuur
De Romeinse Curie (Latijn: curia romana) is het bestuursorgaan van de Heilige Stoel.
De Heilige Stoel heeft een soort grondwet, de Regimini Ecclesiae Universae. Daarin wordt aan de paus (het staatshoofd), de volledige wetgevende, uitvoerende en rechtsprekende macht toebedeeld.
Een commissie van kardinalen o.l.v. de kardinaal-staatssecretaris voert het dagelijks bestuur van Vaticaanstad. De centrale 'regering' van de Katholieke Kerk berust bij de paus en het college van Kardinalen.
Het Staatssecretariaat is het belangrijkste politieke instituut van de Heilige Stoel. Daarnaast bestaan er congregaties en pauselijke raden. De congregaties zijn ingedeeld naar de diverse vakgebieden en treden op als uitvoeringsorganen van de pauselijke regering; een soort ministeries.

## Economie
De economie van de Heilige Stoel is uniek; ze wordt financieel ondersteund door de jaarlijkse contributie van de wereldkerk, katholieke stichtingen en de opbrengst van speciale collecties die worden aangeduid als Pieterspenning. Hieronder vallen de verkoop van postzegels, munten en toeristische souvenirs, heffing van entreegelden voor de musea en de verkoop van publicaties. Een belangrijk deel van de inkomsten besteedt men aan liefdadigheidsprojecten in de derde wereld, kerken in nood en slachtoffers van oorlog of natuurgeweld. Daarnaast wordt de economie ondersteund door inkomsten uit onroerend goed, investeringen en bankieren.
Bestuur en inkomsten van Vaticaanstad staan in principe los van die van de Heilige Stoel, het bestuur van de Katholieke Kerk. Staat en Kerk komen echter samen in de persoon van de paus.

## Media
Ook richt de Heilige Stoel zich op de financiële activiteiten van de verschillende organisaties van de Heilige Stoel, zoals de Vaticaanse Radio, de Vaticaanse televisie, het dagblad van het Vaticaan L'Osservatore Romano en op het onroerend goed van de Heilige Stoel en activiteiten uit media.
| Heilige Stoel                            | Heilige Stoel | Heilige Stoel | Heilige Stoel |
| ---------------------------------------- | ------------- | --- | --- |
| Territoria in bezit van de Heilige Stoel |               | | |
| Eigendommen                              | In Rome       | Basilica major | Sint-Pietersbasiliek · Sint-Jan van Lateranen · Basiliek van Santa Maria Maggiore · Sint-Paulus buiten de Muren |
| Eigendommen                              | In Rome       | Lateraans Paleis (Pauselijke Lateraanse Universiteit · Heilige Trap) · Paleis van Sint-Callixtus · Janiculum (Pauselijke Urbaniana Universiteit · Pontificio collegio americano del Nord · Ospedale Pediatrico Bambino Gesù)· Propaganda Fide-paleis · Sant'Offizio · Paleis van de Congregatie van de Oriëntaalse Kerk · Vicariato-paleis · Gregoriaanse Universiteiten · Pauselijk Bijbelinstituut · | |
| Eigendommen                              | In Rome       | Extraterritoriaal | Paleis van de 12 Heilige Apostelen · San Carlo ai Catinari · Archeologisch Instituut · Collegio Bellarmino · Oriëntaals Instituut · Lombardisch College · Russisch College · Sant'Apollinare alle Terme Neroniane-Alessandrine · De vertrekken onder de Santi Giovanni e Paolo (Rome) |
| Eigendommen                              | Buiten Rome   | Castel Gandolfo · Zomergebouw van het Pontificio Collegio Urbano de Propaganda Fide · De antenne van Radio Vaticaan in Santa Maria di Galeria | Castel Gandolfo · Zomergebouw van het Pontificio Collegio Urbano de Propaganda Fide · De antenne van Radio Vaticaan in Santa Maria di Galeria |
| Eigendommen                              | Buiten Rome   | Extraterritoriaal | Basiliek van het Heilige Huis - Sint-Franciscusbasiliek (Assisi) - Basilica di Sant'Antonio |